# Вальсдорф (Рейнланд-Пфальц)
Вальсдорф (нім. Walsdorf) — громада в Німеччині, розташована в землі Рейнланд-Пфальц. Входить до складу району Вульканайфель. Складова частина об'єднання громад Гіллесгайм.
Площа — 10,83 км2. Населення становить 891 ос. (станом на 31 грудня 2020).